# Црква Светих апостола Петра и Павла у Рачи
Црква Светих апостола Петра и Павла у Рачи, припада Епархији шумадијској Српске православне цркве.
Црква посвећена Светим апостолима Петру и Павлу подигнута је 1855. године добровољним прилозима мештана Раче и околних села. Саграђена је од тврдог материјала у готском стилу са једним торњем и звоником на њему. Саграђена је по узору на Саборну цркву у Београду. Градили су је мајстори Анастас Наумов и Јанко Марковић, а живописао је Милија Марковић из Београда.